# Remixed & Revisited
Remixed & Revisited là album phối lại của ca sĩ người Mỹ Madonna, phát hành ngày 24 tháng 11 năm 2003 bởi Maverick Records và Warner Bros. Records. Đây cũng là đĩa nhạc cuối cùng của cô dưới sự phân phối của tập đoàn Maverick. Ban đầu được dự định ra mắt như một box set kỷ niệm 20 năm sự nghiệp âm nhạc của Madonna nhưng bị hủy bỏ, album là tập hợp những bản phối lại của bốn bài hát trích từ album vừa ra mắt lúc bấy giờ của cô American Life (2003) và một bản nhạc chưa từng phát hành trước đó "Your Honesty", ban đầu được sáng tác và thu âm cho album phòng thu thứ sáu của nữ ca sĩ Bedtime Stories (1994).
Ngoài ra, Remixed & Revisited còn bao gồm màn trình diễn trực tiếp "Like a Virgin" và "Hollywood" tại giải Video âm nhạc của MTV năm 2003 với nụ hôn gây tranh cãi của Madonna với Britney Spears và Christina Aguilera ở giữa tiết mục, cũng như bản phối lại của đĩa đơn năm 1985 "Into the Groove". Sau khi phát hành, đĩa đơn nhận được những phản ứng trái chiều từ giới chuyên môn, mặc dù vẫn giành nhiều lời khen cho "Your Honesty". Về mặt thương mại, album đứng vị trí thứ 115 trên bảng xếp hạng Billboard 200 tại Hoa Kỳ, đồng thời đạt ngôi vị quán quân tại Bồ Đào Nha và lọt vào top 5 tại Đan Mạch, Hy Lạp và Ý.

## Danh sách bài hát
| STT | Nhan đề | Sáng tác                                   | Người phối lại | Thời lượng |
| --- | --- | ------------------------------------------ | -------------- | ---------- |
| 1.  | "Nothing Fails" (Nevins mix) | Madonna Guy Sigsworth Jem Griffiths        | Jason Nevins   | 3:50       |
| 2.  | "Love Profusion" (Headcleanr Rock mix) | Madonna Ahmadzaï                           | Ray Carroll    | 3:16       |
| 3.  | "Nobody Knows Me" (Mount Sims Old School mix) | Madonna Ahmadzaï                           | Mount Sims     | 4:44       |
| 4.  | "American Life" (Headcleanr Rock mix) | Madonna Ahmadzaï                           | Ray Carroll    | 4:01       |
| 5.  | "Liên khúc Like a Virgin / Hollywood" (Màn trình diễn tại giải Video âm nhạc của MTV năm 2003 hợp tác với Britney Spears, Christina Aguilera và Missy Elliott) | Billy Steinberg Tom Kelly Madonna Ahmadzaï | —              | 5:34       |
| 6.  | "Into the Hollywood Groove" (The Passengerz Mix hợp tác với Missy Elliott)                                                                                     | Madonna Ahmadzaï Stephen Bray              | Chris Griffin  | 3:42       |
| 7.  | "Your Honesty" (chưa từng phát hành trước đó) | Madonna Dallas Austin                      | Daniel Abraham | 4:07       |

## Xếp hạng
| Bảng xếp hạng (2003–2004)                                   | Vị trí cao nhất |
| ----------------------------------------------------------- | --------------- |
| Album Úc Dance (ARIA)                                       | 5               |
| Album Bỉ (Ultratop Vlaanderen)                              | 61              |
| Album Bỉ (Ultratop Wallonie)                                | 37              |
| Đan Mạch (Tracklisten) Xếp hạng như một đĩa đơn             | 3               |
| Phần Lan (Suomen virallinen lista) Xếp hạng như một đĩa đơn | 12              |
| Hy Lạp (IFPI) Xếp hạng như một đĩa đơn                      | 2               |
| Ý (FIMI) Xếp hạng như một đĩa đơn                           | 2               |
| Album Nhật Bản (Oricon)                                     | 33              |
| Bồ Đào Nha (AFP) Xếp hạng như một đĩa đơn                   | 1               |
| Album Thụy Sĩ (Schweizer Hitparade)                         | 80              |
| Album Anh Quốc Budget (OCC)                                 | 3               |
| Album Anh Quốc Dance (OCC)                                  | 9               |
| Album Hoa Kỳ Billboard 200                                  | 115             |

| Bảng xếp hạng (2004) | Vị trí |
| -------------------- | ------ |
| Ý (FIMI)             | 41     |

## Doanh số tiêu thụ
| Quốc gia                                                                           | Chứng nhận | Số đơn vị/doanh số chứng nhận |
| ---------------------------------------------------------------------------------- | ---------- | ----------------------------- |
| Nhật Bản (RIAJ)                                                                    | —          | 9,000                         |
| Hoa Kỳ (RIAA)                                                                      | —          | 114,000                       |
| * Chứng nhận dựa theo doanh số tiêu thụ. ^ Chứng nhận dựa theo doanh số nhập hàng. |            |                               |